# Воздушное судно

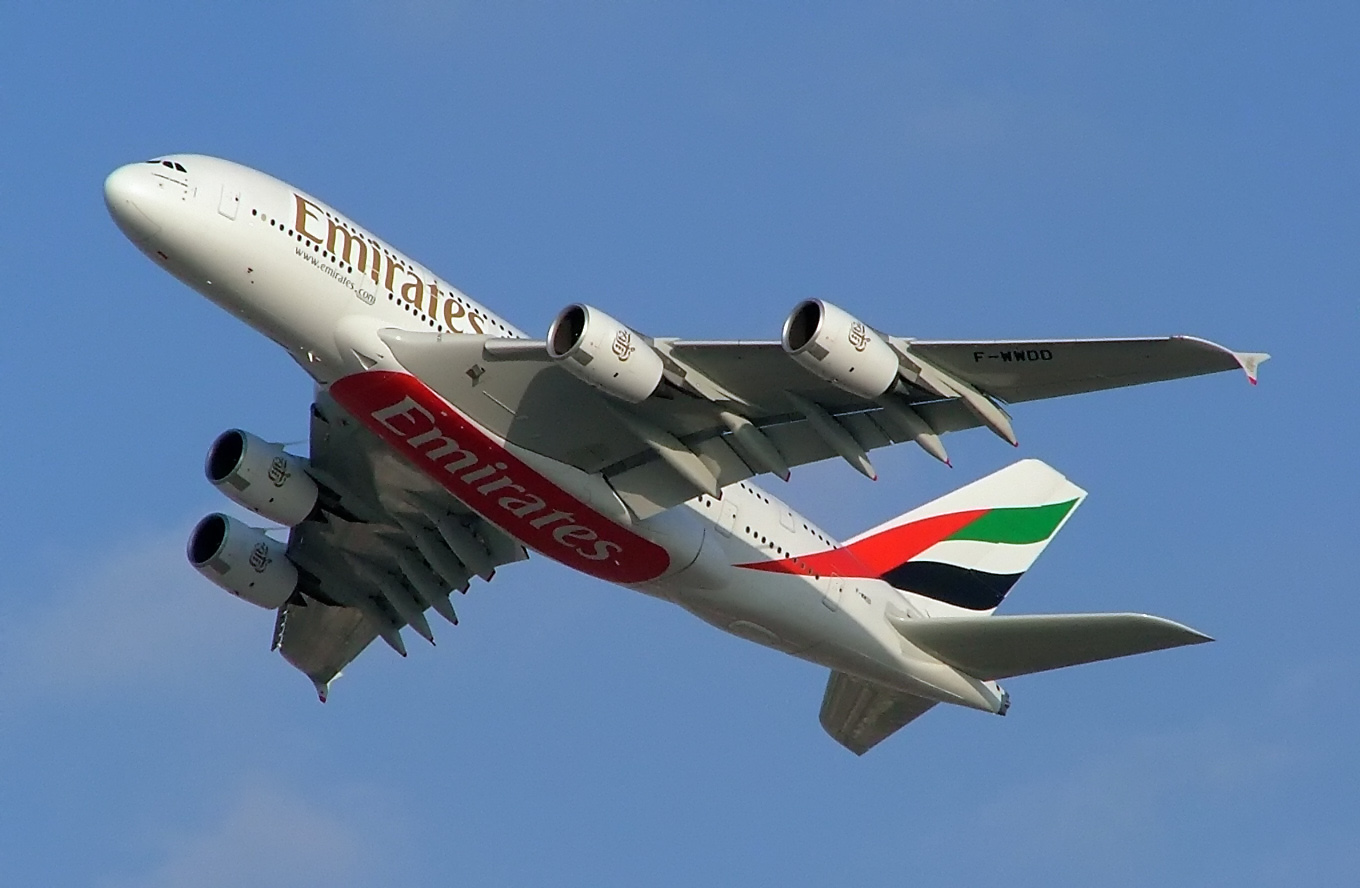
Airbus A380 — самый большой серийный пассажирский самолёт в мире

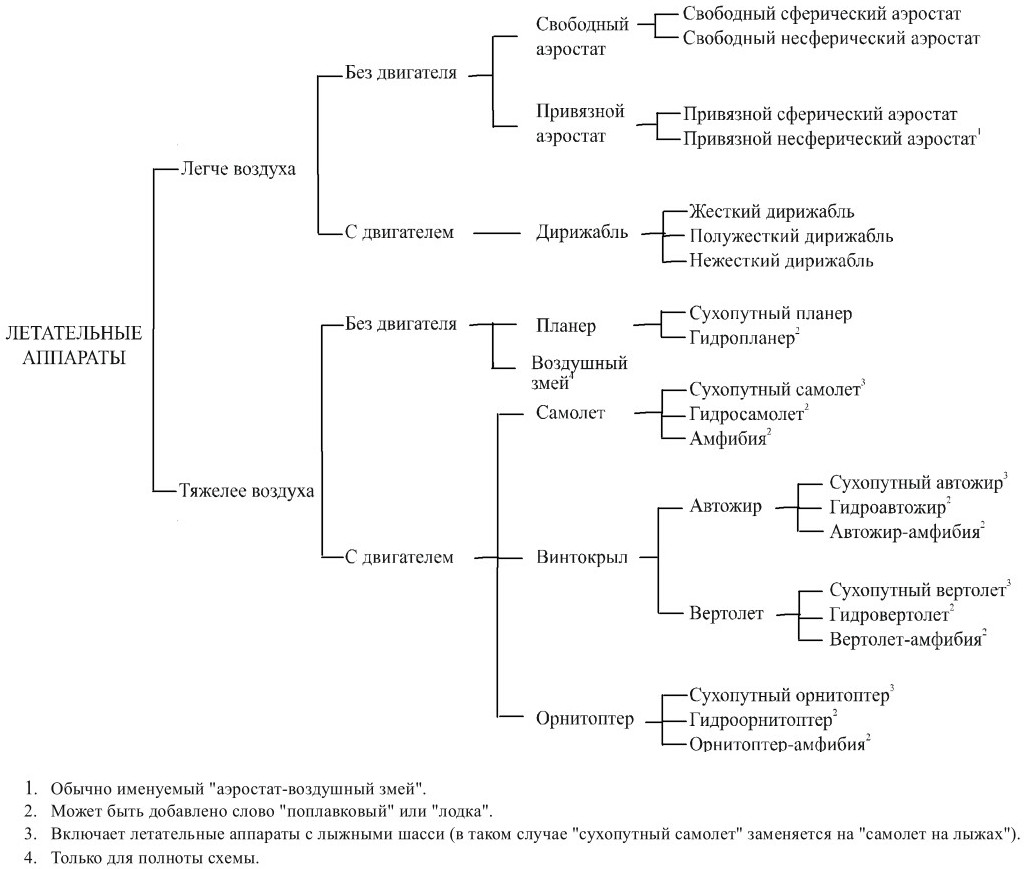
Классификация летательных аппаратов согласно приложению 7 к Чикагской конвенции ИКАО

Возду́шное су́дно — летательный аппарат, поддерживаемый в атмосфере за счёт взаимодействия с воздухом, отличного от взаимодействия с воздухом, отражённым от поверхности земли или воды.

## Определение
В такой формулировке термин применён в Воздушном кодексе Российской Федерации и нормативных документах Международной организации гражданской авиации (ИКАО), членами которой является 191 государство.
Формулировка применяется в нормативных документах и других международных организаций, таких как Международная авиационная федерация и словарях международного права и может несущественно отличаться от выше приведённой, в зависимости от того на какую сферу деятельности распространяется компетенция организации. Так, например, Воздушный кодекс Российской Федерации распространяет своё действие на гражданскую авиацию, государственную авиацию (в том числе авиацию Минобороны) и экспериментальную авиацию и устанавливает, какое ведомство несёт ответственность за лётную годность всех летательных аппаратов, именуемых воздушными судами. Соответственно, летательные аппараты, не подпадающие под действие Воздушного кодекса, не входят и в определение «воздушное судно» в этом кодексе. ИКАО рассматривает термин с позиции Международной гражданской авиации, Международная авиационная федерация — с точки зрения авиационно-спортивной деятельности.
Воздушные суда подразделяются на Пилотируемые (управляемые пилотом, находящимся на борту) и Беспилотные.

К воздушным судам не относятся: Экранопланы — (суда с динамическим принципом поддержания, подпадающие под сферу Морского права, в частности IMO), суда на воздушной подушке (СВП), ракеты, космические аппараты.

## Виды воздушного судна

### Классификация согласно МАФ
В соответствии с классификацией Международной авиационной федерации выделяется семнадцать типов воздушных судов и иных летательных аппаратов. Можно выделить восемь наиболее общих видов воздушных судов: автожир, аэростат, вертолёт, винтокрыл, дирижабль, махолёт, планёр и самолёт. Основные различия между ними заключаются в удельном весе аппаратов, наличии и типе силовой установки и способе получения подъёмной силы. Также существуют и другие, «гибридные» летательные аппараты, объединяющие в себе свойства нескольких из указанных выше видов воздушных судов.

К воздушным судам не относятся космические корабли, ракеты, экранопланы (но не экранолёты) и суда на воздушной подушке.

### Классификация воздушных судов по ИКАО
Приложение 7 к Конвенции о международной гражданской авиации (Национальные и регистрационные знаки воздушных судов) подразделяет воздушные суда/летательные аппараты на летательные аппараты легче воздуха и летательные аппараты тяжелее воздуха.
В свою очередь летательные аппараты легче воздуха подразделяются на:
- аппараты без двигателя
  - Свободный сферический аэростат
  - Свободный несферический аэростат
  - Привязной сферический аэростат
  - Привязной несферический аэростат
- аппараты с двигателем
  - Жёсткий дирижабль
  - Полужёсткий дирижабль
  - Нежесткий дирижабль.

Летательные аппараты тяжелее воздуха подразделяются на:
- аппараты без двигателя
  - Сухопутный планёр;
  - Гидропланер;
  - Воздушный змей;
- аппараты с двигателем
  - Самолёты
    - Сухопутный самолёт, (включает аппараты с лыжными шасси);
    - Гидросамолёт (поплавковый или лодка);
    - Самолёт-амфибия;

  - Винтокрылы
    - Сухопутный автожир (включает аппараты с лыжными шасси);
    - Гидроавтожир (поплавковый или лодка);
    - Автожир-амфибия;
    - Сухопутный вертолёт (включает аппараты с лыжными шасси);
    - Гидровертолёт (поплавковый или лодка);
    - Вертолёт-амфибия;

  - Орнитоптеры
    - Сухопутный орнитоптер (включает аппараты с лыжными шасси);
    - Гидроорнитоптер (поплавковый или лодка);
    - Орнитоптер-амфибия.

Дополнительно ИКАО классифицирует летательные аппараты как беспилотные, если их предполагается эксплуатировать без пилота на борту.

К беспилотным летательным аппаратам относятся беспилотные неуправляемые (другими словами — свободно/автономно летающие экземпляры ВС) и дистанционно пилотируемые воздушные суда.
Других видов воздушных судов/летательных аппаратов ИКАО не рассматривает в силу того, что является организацией Гражданской авиации. При этом в других отраслях летательные аппараты могут иметь другую классификацию и вероятно дополнительные виды воздушных судов/летательных аппаратов.
В соответствии с определением термина, к воздушным судам не относятся экранопланы и суда на воздушной подушке.

## Классификация воздушных судов по удельному весу
По своему удельному весу воздушные суда условно можно разделить на две группы — воздушные суда легче воздуха (англ. aerostats) и воздушные суда тяжелее воздуха (англ. aerodynes). Разница между ними заключается в том, что воздушные суда легче воздуха способны самостоятельно подняться в воздух без помощи дополнительной силовой установки, в отличие от воздушных судов тяжелее воздуха. Данная классификация не является официальной и приводится как одна из возможных и часто употребляемых.

### Легче воздуха

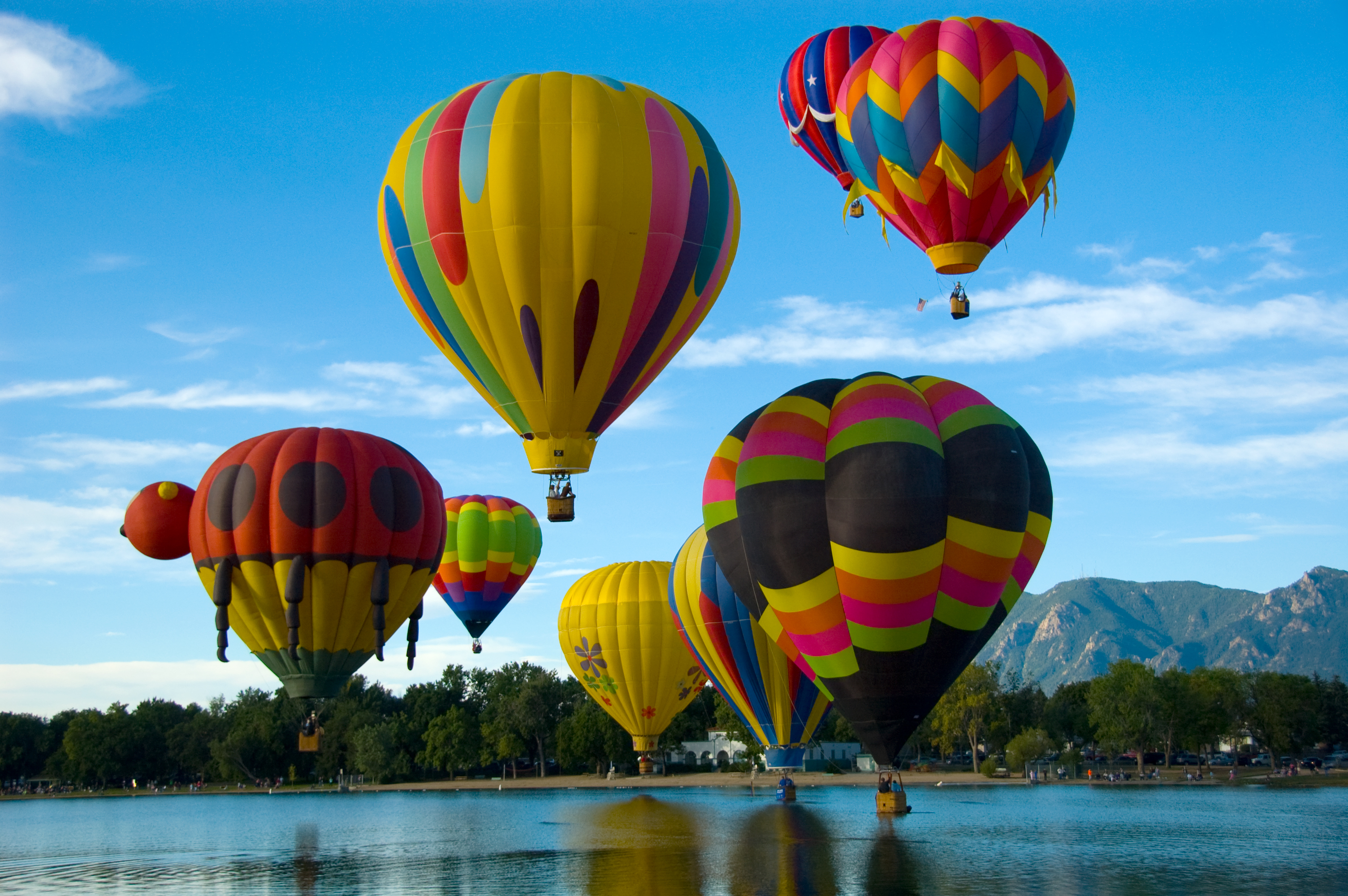
Соревнование на воздушных шарах в Колорадо-Спрингс

Воздушные суда легче воздуха отличаются тем, что для подъёма в воздух используют аэростатические силы, основанные на законе Архимеда, согласно которому тело меньшей плотности будет всплывать в среде бо́льшей плотности до тех пор, пока не начнёт плавать (то есть пока плотности тела и среды не будут равны). Поскольку при удалении от поверхности земли плотность атмосферы падает, подъёмная сила такого летательного аппарата при наборе высоты также уменьшается.

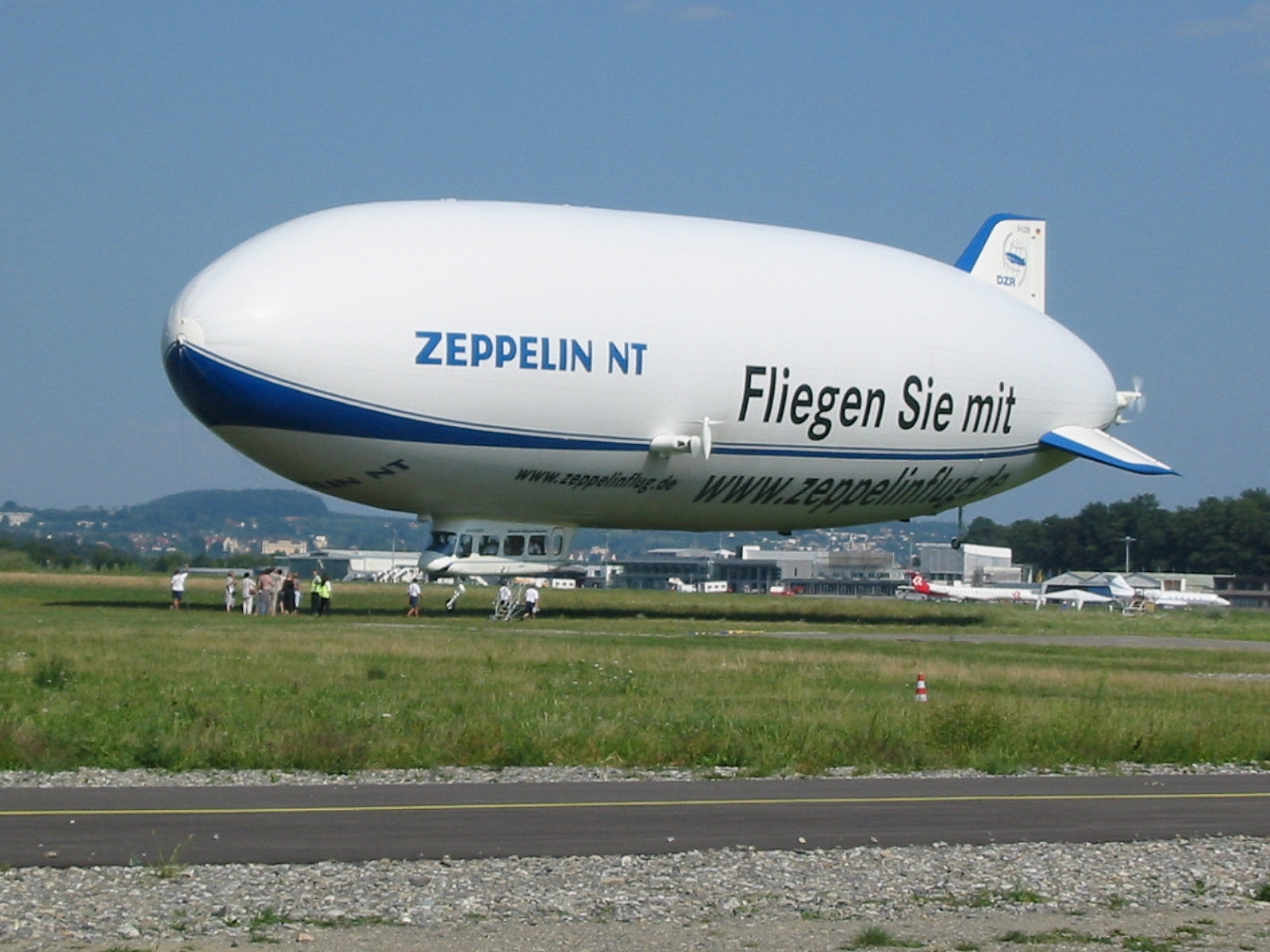
Zeppelin NT в аэропорту Фридрихсхафена.

В соответствии с Приказом Министра обороны РФ № 136, Минтранса РФ № 42, Росавиакосмоса № 51 от 31.03.2002 «Об утверждении Федеральных авиационных правил полётов в воздушном пространстве Российской Федерации» для воздушных судов легче воздуха даны следующие определения (английский перевод не входит в состав Приказа):
- аэростат (англ. aerostat) — летательный аппарат, подъёмная сила которого основана на аэростатическом или одновременно аэростатическом и аэродинамическом принципах;
- дирижабль (англ. airship) — аэростат, перемещающийся в атмосфере при помощи силовой установки и управляемый по высоте, направлению, скорости, дальности и продолжительности полёта.

Конструкция аэростатов обычно характеризуется наличием оболочки с заключённым в ней газом, плотность которого ниже плотности атмосферного воздуха. Это может быть газ легче воздуха — такой как водород, гелий, метан и другие — либо непосредственно сам воздух в нагретом состоянии.
В соответствии с Приказом Минтранса РФ от 17.04.2003 № 118 "Об утверждении Федеральных авиационных правил «Положение о порядке допуска к эксплуатации единичных экземпляров воздушных судов авиации общего назначения» выделяются следующие группы аэростатов (английский перевод и примечания не входят в состав Приказа):
- газонаполненный (англ. gas balloon, см. шарльеры) — аэростат, дирижабль, в котором подъёмную силу создаёт газ легче воздуха;
- тепловой (англ. hot air balloon, см. монгольфьеры) — аэростат, дирижабль, в котором подъёмную силу создаёт нагретый воздух;
- комбинированный (англ. mixed balloon, см. розьеры) — аэростат, дирижабль, в котором подъёмная сила создаётся как газом легче воздуха, так и подогревом несущего газа.

Несмотря на то, что конструктивно дирижабли являются «усовершенствованными аэростатами», удельный вес некоторых из них тяжелее воздуха, — они имеют отрицательную плавучесть (тонут) и недостаток аэростатической подъёмной силы компенсируют тягой своих двигателей. В связи с этим выделяется особая группа — гибридные дирижабли — они сочетают в себе свойства аэростата (наличие аэростатической силы за счёт газа в оболочке), вертолёта (дополнительная подъёмная сила при вертикальном взлёте создаётся при помощи несущих винтов) и самолёта (дополнительная аэродинамическая подъёмная сила во время горизонтального полёта создаётся за счёт неподвижного крыла). Данный вид воздушных судов имеет определённые преимущества перед обычными дирижаблями, однако первый гибридный дирижабль был запатентован лишь в 1987 году.

### Тяжелее воздуха
Воздушные суда тяжелее воздуха не обладают достаточной аэростатической силой, а потому для создания подъёмной силы необходимо использовать иные конструкторские решения. Наиболее распространённое — использование аэродинамической силы, создающей подъёмную силу за счёт несимметричности обтекания тела (аэродинамической поверхности) потоком воздуха.

#### Неподвижное крыло

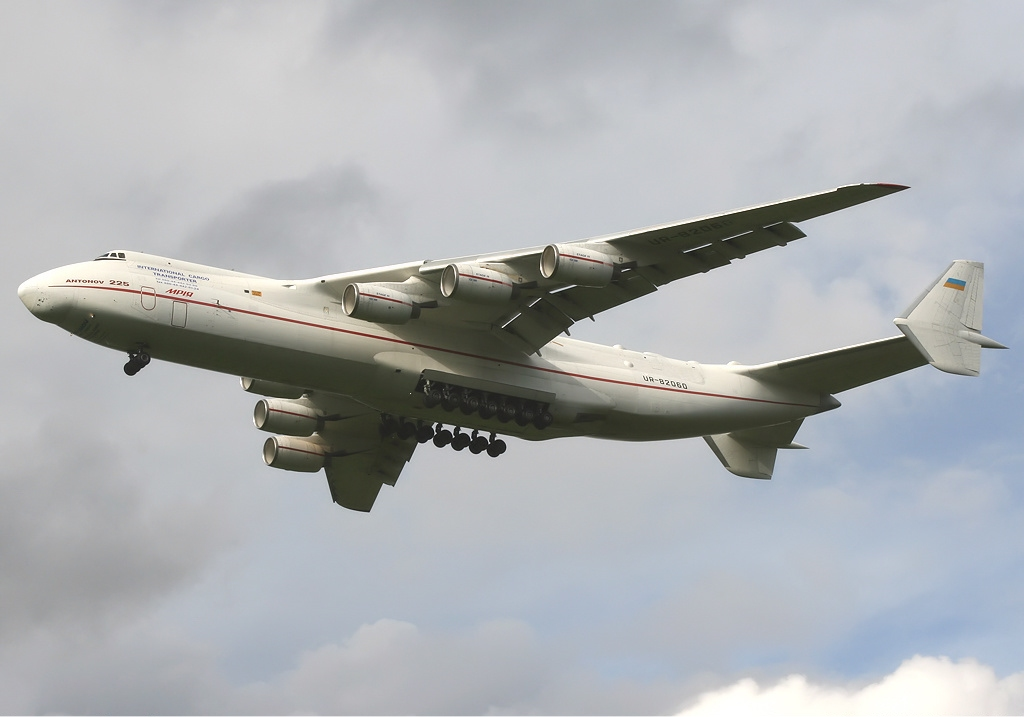
Ан-225 — самый большой в мире грузовой самолёт

В авиационной технике под крылом подразумевается поверхность для создания подъёмной силы. Подъёмная сила крыла создаётся за счёт разницы давлений воздуха на нижнюю и верхнюю поверхность. Давление же воздуха зависит от скорости протекания воздуха по поверхности. На нижней поверхности крыла скорость протекания воздуха оказывается ниже, чем на верхней, поэтому подъёмная сила крыла направлена снизу вверх.
В Приказе Минтранса РФ от 12.09.2008 № 147 «Об утверждении Федеральных авиационных правил „Требования к членам экипажа воздушных судов, специалистам по техническому обслуживанию воздушных судов и сотрудникам по обеспечению полётов (полётным диспетчерам) гражданской авиации“» даны следующие определения (английский перевод не входит в состав Приказа):
- самолёт (англ. fixed-wing aircraft) — воздушное судно тяжелее воздуха, приводимое в движение силовой установкой, подъёмная сила которого в полёте создаётся в основном за счёт аэродинамических реакций на поверхностях, остающихся неподвижными в данных условиях полёта;
- планёр (англ. glider, sailplane) — воздушное судно тяжелее воздуха, не приводимое в движение силовой установкой, подъёмная сила которого создаётся в основном за счёт аэродинамических реакций на поверхностях, остающихся неподвижными в данных условиях полёта.

Основное отличие самолёта от планёра заключается в наличии силовой установки, с помощью которой он может самостоятельно набрать необходимую скорость для создания достаточной подъёмной силы. Для разгона планёра используются внешние силы, например, лебёдка с длинным тросом или старт с наветренного склона горы, либо непосредственно доставка до точки свободного полёта с помощью другого воздушного судна. Также существует промежуточный вариант — мотопланёр (англ. motor glider) — оборудованный собственной двигательной установкой, позволяющей ему самостоятельно выполнять взлёт или набор высоты.

#### Несущий винт

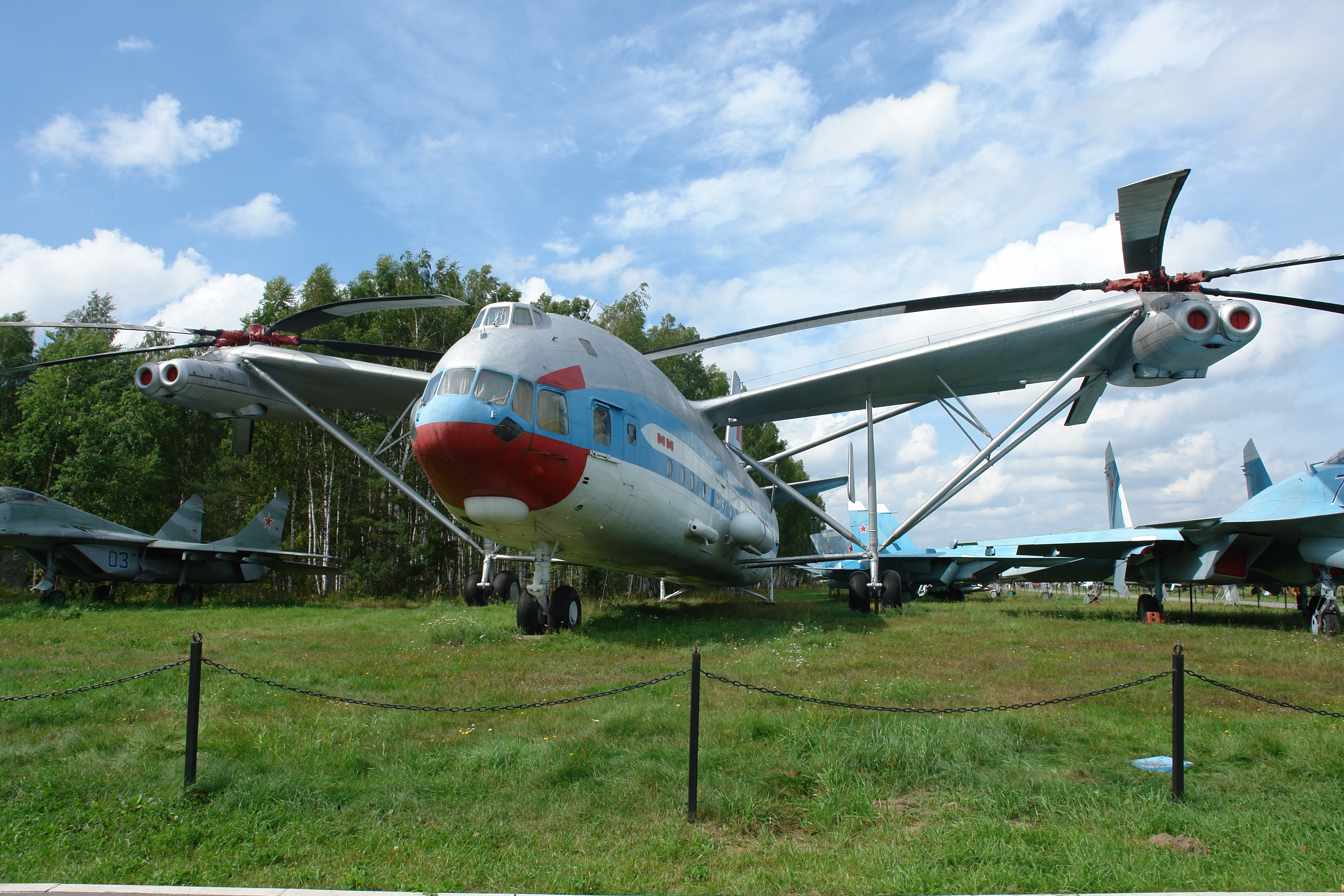
Ми-12 — самый тяжёлый и грузоподъёмный вертолёт, когда-либо построенный в мире

Воздушный винт (пропеллер, англ. propeller) — лопастной агрегат, приводимый во вращение двигателем и предназначенный для преобразования мощности (крутящего момента) двигателя в тягу. Несущий винт (ротор, англ. rotor) — воздушный винт с вертикальной осью вращения, обеспечивающий подъёмную силу летательному аппарату и позволяющий выполнять управляемый горизонтальный полёт и совершать посадку. Общее название для всех аэродинамических летательных аппаратов использующих несущий винт либо несколько таких винтов для полёта — винтокрылые летательные аппараты (англ. rotorcraft).
В Приказе Минтранса России от 31.VII.2009 № 128 (ред. от 27.XII.2012) «Об утверждении Федеральных авиационных правил „Подготовка и выполнение полётов в гражданской авиации Российской Федерации“» дано следующее определение (синоним названия и английский перевод не входят в состав Приказа):
- вертолёт (геликоптер, англ. helicopter) — воздушное судно тяжелее воздуха, которое поддерживается в полёте в основном за счёт реакций воздуха с одним или несколькими несущими винтами, вращаемыми силовой установкой вокруг осей, находящихся примерно в вертикальном положении.

В правовых актах Российской Федерации отсутствует конкретное определение такого воздушного судна, как автожир (хоть такой термин и используется в документах), однако в Пояснениях к Товарной номенклатуре внешнеэкономической деятельности Российской Федерации (ТН ВЭД России) имеется следующее уточнение (без английского перевода):
- автожир (англ. autogyro) — летательный аппарат тяжелее воздуха, оснащённый силовой установкой и оборудованный одним или более несущими винтами, свободно вращающимися вокруг вертикальных осей.

Исходя из этих определений, очевидно, что разница между вертолётом и автожиром заключается в том, что несущий винт в первом случае вращается силовой установкой, а во втором — вращается в режиме авторотации. Несущий винт автожира наклонён назад, а силовая установка используется для разгона при взлёте и движения в горизонтальном направлении. Набегающий поток воздуха при этом заставляет вращаться несущий винт, что создаёт подъёмную силу.

#### Другие типы конструкций

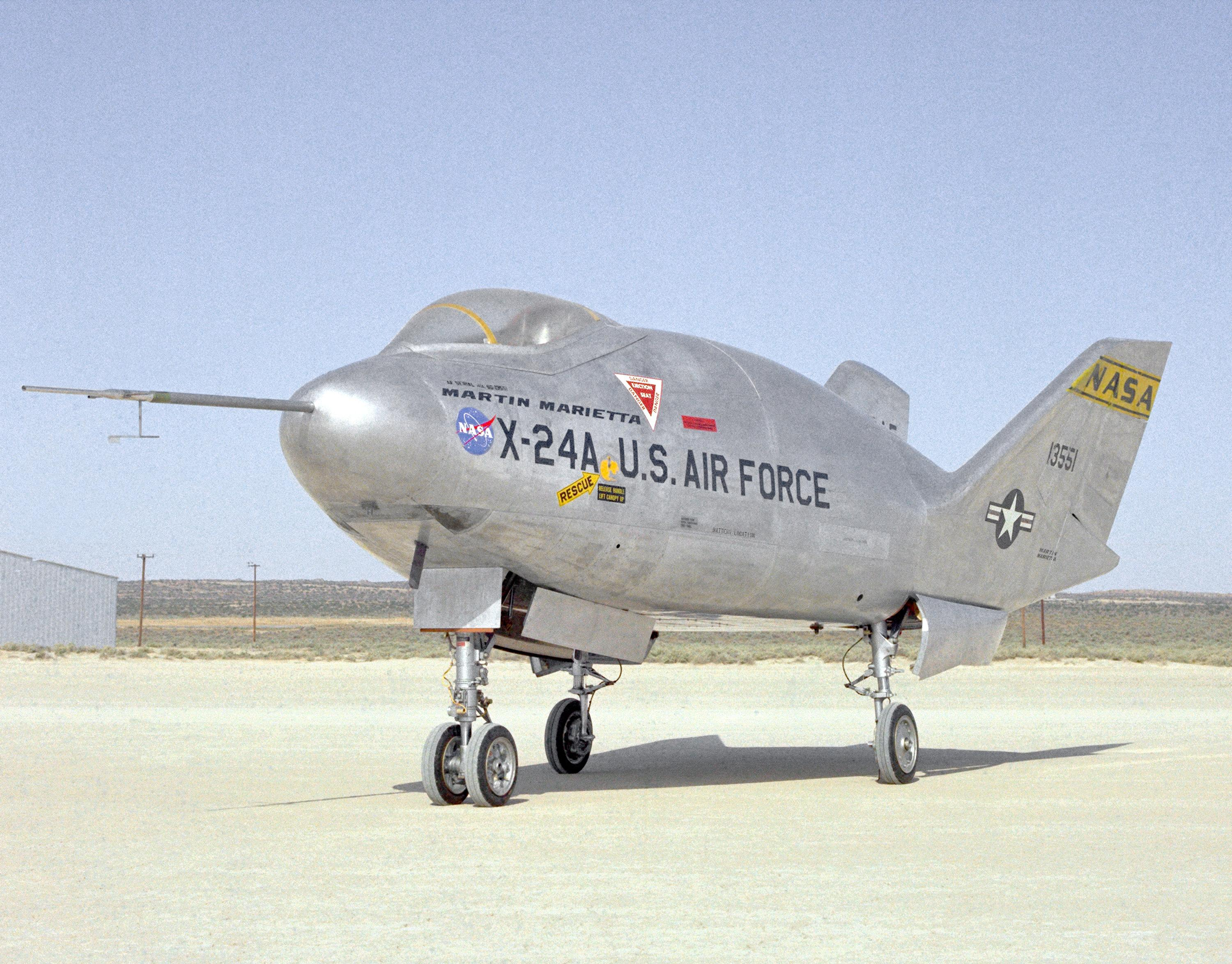
Martin-Marietta X-24A — экспериментальное воздушное судно НАСА для изучения концепции несущего корпуса

- Несущий корпус (англ. lifting body) — аэродинамическая схема, при которой подъёмная сила формируется на корпусе воздушного судна, фюзеляже, а крыло, если оно вообще есть, используется не столько для обеспечения подъёмной силы, сколько для придания устойчивости и управляемости. Некоторые самолёты с крылом также задействуют фюзеляж для создания подъёмной силы (так называемая интегральная аэродинамическая компоновка, при которой фюзеляж и крыло образуют единый несущий корпус), например, отечественные истребители четвёртого поколения МиГ-29 и Су-27. В случае с истребителем МиГ-29 несущий корпус самолёта обеспечивает 40 % подъёмной силы в полёте, а 60 % — крыло.[14]
- Махолёт (орнитоптер, англ. ornithopter) — воздушное судно тяжелее воздуха, движителем которого является машущее крыло (по типу крыльев птиц, насекомых и летучих мышей). Большинство современных махолётов строятся таких же размеров, как птицы и насекомые. Однако известны случаи постройки аппаратов достаточно крупных размеров, способных перемещать человека. Так, первым успешным пилотируемым махолётом на мускульной тяге, способным на устойчивый горизонтальный полёт, стал канадский Snowbird, поднявшийся в воздух 2 августа 2010 года в присутствии представителя Международной авиационной федерации и пролетевший 145 метров за 19,3 секунды.[15]
- Турболёт — летательный аппарат тяжелее воздуха, использующий для взлёта и удержания в воздухе установленный вертикально турбореактивный двигатель. Экспериментальный образец такого аппарата в СССР был разработан в 1955 году, тогда же и получил своё название. У турболёта отсутствовало крыло и хвостовое оперение — управление производилось с помощью газовых рулей и створок сопла двигателя. Английский вариант подобного летательного аппарата, Flying Bedstead («Летающая кровать»), был построен годом ранее, в 1954 году. Разработанные модели послужили прототипами для современных самолётов вертикального взлёта и посадки (СВВП).[16].

#### «Гибриды»

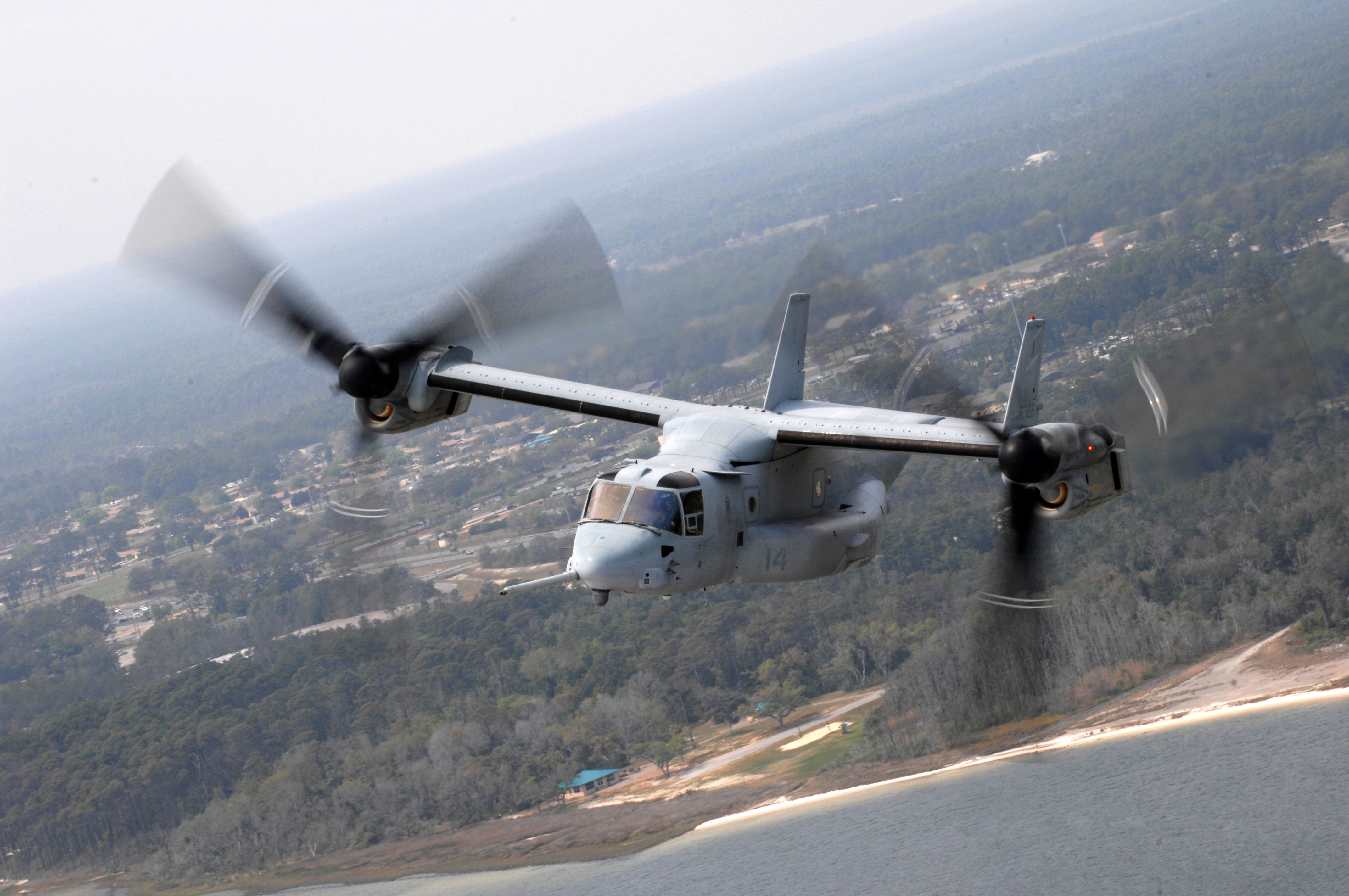
MV-22 (модификация конвертоплана Bell V-22 Osprey) — в горизонтальном полёте

- Самолёт вертикального взлёта и посадки (СВВП, англ. vertical take-off and landing, VTOL) — самолёт, способный взлетать и садиться при нулевой горизонтальной скорости, используя тягу двигателя направленную вертикально, подобно вертолёту (за счёт воздушных винтов, выполняющих в этом случае роль несущих) или турболёту (за счёт реактивной тяги). В режиме полёта силовая установка используется для движения в горизонтальном направлении, а подъёмную силу создаёт неподвижное крыло. При этом вовсе не обязательно, чтобы самолёт имел возможность менять наклон винтов или направление реактивной струи. Так, например, экспериментальный СВВП Ryan X-13 Vertijet не имел даже шасси и взлетал из подвешенного состояния по схеме «взлёт с хвоста».[17] Подобные летательные аппараты получили название «сидящие на хвосте» — «тейлситтеры» (англ. tailsitter).
- Конвертоплан (англ. convertiplane) — воздушное судно, использующее воздушные винты при взлёте и посадке как подъёмные, а при горизонтальном полёте — как тянущие. По сути данный летательный аппарат аналогичен самолётам вертикального взлёта и посадки, однако из-за конструктивных особенностей винтов и их большого диаметра, сравнимого с размахом крыла, их относят к винтокрылым летательным аппаратам. Различают конвертопланы нескольких конструкций: с поворотными винтами (тилтротор, англ. tiltrotor) и с поворотным крылом (тилтвинг, англ. tiltwing). В первом случае поворачиваются лишь сами винты, во втором — крыло вместе с винтами.
- Винтокрыл (англ. gyrodyne) — винтокрылый летательный аппарат, конструктивно представляющий собой вертолёт, оснащённый неподвижным крылом и дополнительными движителями. Несущий винт воздушного судна используется для вертикального взлёта и посадки. Во время горизонтального полёта несущий винт переходит в режим авторотации как у автожира, а движение происходит по самолётному принципу — двигатели тянут судно вперёд, а крыло создаёт дополнительную подъёмную силу.[18]

## Беспилотные воздушные суда
Беспилотное воздушное судно — воздушное судно, которое предназначено выполнять полёт без пилота на борту. Беспилотная авиационная система — Воздушное судно и связанные с ним элементы, которые эксплуатируются без пилота на борту. Автономное воздушное судно — беспилотное воздушное судно, которое не предусматривает вмешательство пилота в управление полётом. Дистанционно пилотируемое воздушное судно — воздушное судно, которое пилотирует пилот, не находящийся на борту этого воздушного судна. Представляет собой подкатегорию беспилотных воздушных судов.
В нормативной документации ГА все большую значимость приобретают вопросы регламентации использования беспилотных летательных аппаратов, в той части, которая регламентирует эксплуатацию беспилотных воздушных судов.
На 39 сессии ассамблеи ИКАО в докладах прозвучала информация о том, что некоторые государства занимаются вопросами интеграции беспилотных авиационных систем в свою национальную систему воздушного пространства, с той целью, чтобы эксплуатировать беспилотные воздушные суда наравне с воздушными судами, управляемыми пилотами на борту воздушного судна.
Соединённые Штаты Америки к 2020 году, завершат интеграцию беспилотных авиационных систем (БАС) в свою национальную систему воздушного пространства (NAS). В рамках NAS будут осуществляться регулярные полёты гражданских БАС, в том числе ночные полёты, полёты за пределами прямой видимости над большими скоплениями людей или вблизи других воздушных судов. Для таких полётов не будут требоваться исключения из основных принципов или особые разрешения.
В Российской Федерации активно вносятся изменения в нормативную документацию ГА, с целью дополнения её разделами, регламентирующими эксплуатацию беспилотных воздушных судов.
Первое упоминание в нормативной базе для Международной гражданской авиации беспилотного воздушного судна появилось в Парижской
конвенции, подписанной 13.10.1919 года, когда протоколом от 15.06.1929 года в статью 15 была внесена следующая фраза:
«Никакое воздушное судно Договаривающегося государства, могущее быть управляемым без пилота, не может без специального разрешения перелетать без пилота воздушное пространство над территорией другого Договаривающегося государства».
В Чикагской конвенция, подписанной 7.12.1944 года, которая пришла на смену Парижской, Беспилотные воздушные суда упоминаются в статье 8, с заголовком «Беспилотные воздушные суда»:
«Никакое воздушное судно, способное совершать полёты без пилота, не производит полёта без пилота над территорией Договаривающегося государства, кроме как по специальному разрешению этого государства и в соответствии с условиями такого разрешения. Каждое Договаривающееся государство обязуется при полёте такого воздушного судна без пилота в районах, открытых для гражданских воздушных судов, обеспечить такой контроль этого полёта, который позволял бы исключить опасность для гражданских воздушных судов».
Одиннадцатая Аэронавигационная конференция ИКАО (ANConf/11), проходившая в Монреале 22.09-3.10.2003 года, одобрила глобальную эксплуатационную концепцию организации воздушного движения (ОрВД), в которой содержится следующее определение:
«Беспилотный летательный аппарат представляет собой воздушное судно без пилота в смысле статьи 8 Конвенции о международной гражданской авиации, которое выполняет полёт без командира воздушного судна на борту и либо полностью дистанционно управляется из другого места с земли, с борта другого воздушного судна, из космоса, либо запрограммировано и полностью автономно».
После чего это толкование беспилотных летательных аппаратов (БЛА) было одобрено 35-й сессией Ассамблеи ИКАО в 2004 году.
19.04.2007 года АНК на 2-м заседании своей 175-й сессии, утвердила создание Исследовательской группы по беспилотным авиационным системам (UASSG), а эта группа на своём 3-м совещании, состоявшемся 15-18.09.2009 года, ввела термин «Дистанционно пилотируемое воздушное судно» придя к выводу о том, что в несегрегированное воздушное пространство и аэродромы наряду с пилотируемыми воздушными судами можно интегрировать только дистанционно пилотируемые беспилотные воздушные суда и в 2011 году подготовила циркуляр Cir 328 «Беспилотные авиационные системы (БАС)», а в 2015 году выпустила первое издание руководства по дистанционно пилотируемым авиационным системам (ДПАС), в котором в качестве беспилотных воздушных судов упоминаются:
дистанционно пилотируемые воздушные суда, автономные воздушные суда, модели воздушных судов (не было в циркуляре Cir 328).
Отметив, что дистанционно пилотируемые воздушные суда могут выполнять на некоторых сегментах полёта автономный полёт, тогда как автономные воздушные суда могут на некоторых сегментах пилотироваться дистанционно, а также дистанционно пилотируемые воздушные суда могут использоваться в развлекательных целях, а модели воздушных судов использоваться в целях, не являющихся развлекательными, распространила действие руководства только на некоторые из этих воздушных судов.
В связи с тем, что беспилотное воздушное судно может совершать полёт без людей на борту, в руководстве введено новое толкование термина «авиационное происшествие»: «Авиационное происшествие — событие, связанное с использованием воздушного судна, которое, в случае пилотируемого воздушного судна, имеет место с момента, когда какое — либо лицо поднимается на борт воздушного судна с намерением совершить полёт, до момента, когда все находившиеся на борту лица покинули воздушное судно, или, в случае беспилотного воздушного судна, происходит с момента, когда воздушное судно готово стронуться с места с целью совершить полёт, до момента его остановки в конце полёта и выключения основной силовой установки» (далее идёт перечисление авиационных событий, подпадающих под термин).
В нормативной документации Российской Федерации в определении термина «беспилотное воздушное судно» на сентябрь 2016 г. существуют противоречивые толкования.

Согласно Постановлению Правительства Российской Федерации от 11.03.2010 N 138 (в редакции от 12.07.2016) «Об утверждении Федеральных правил использования воздушного пространства Российской Федерации», «беспилотный летательный аппарат — летательный аппарат, выполняющий полёт без пилота (экипажа) на борту и управляемый в полёте автоматически, оператором с пункта управления или сочетанием указанных способов».

Согласно Федеральному закону 60-ФЗ «Воздушный Кодекс РФ» (редакция от 06.07.2016г) «беспилотное воздушное судно — воздушное судно, управляемое в полёте пилотом, находящимся вне борта такого воздушного судна (внешний пилот)».

То есть согласно ФЗ 60-ФЗ из сферы нормативного регулирования выпадает классы беспилотных воздушных судов, управляемых автономно (автоматически), а также управляемых смешанно — автономно и/или наземным пилотом.

## Классификация воздушных судов по максимальной взлётной массе
В соответствии с Приказом Министерства транспорта Российской Федерации от 20.06.1994 № ДВ-58 «Об утверждении „Наставления по технической эксплуатации и ремонту авиационной техники в гражданской авиации России“» (не зарегистрированном в Минюсте — не имеющем юридической силы) воздушные суда делятся на четыре класса:
| Класс | Максимальная взлётная масса, т | Максимальная взлётная масса, т | Тип воздушного судна                                                         |
| Класс | Для самолёта                   | Для вертолёта                  | Тип воздушного судна                                                         |
| ----- | ------------------------------ | ------------------------------ | ---------------------------------------------------------------------------- |
| 1     | 75 и более                     | 10 и более                     | Ил-96, Ил-76, Ил-62, Ту-204, Ту-154, Ми-26, Ми-10, Ми-8, Ми-6, Ка-32, Ан-124 |
| 2     | 30–75                          | 5–10                           | Ан-12, Ил-18, Ту-134, Як-42, Sukhoi Superjet 100, Ан-148                     |
| 3     | 10–30                          | 2–5                            | Ан-74, Ан-30, Ан-26, Ан-24, Ил-114, Ил-14, Як-40, Ка-126, Ка-26, Ми-2        |
| 4     | до 10                          | до 2                           | Ан-2, Л-410                                                                  |

Дополнительно в Воздушном кодексе Российской Федерации, начиная с редакции от 18.07.2006 № 114-ФЗ, приведены определения видов воздушных судов в зависимости от максимальной взлётной массы:

- лёгкое воздушное судно — воздушное судно, максимальная взлётная масса которого составляет менее 5 700 кг, в том числе вертолёт, максимальная взлётная масса которого составляет менее 3 100 кг;
- сверхлёгкое воздушное судно — воздушное судно, максимальная взлётная масса которого составляет не более 495 кг без учёта веса авиационных средств спасания.

## Классификация ИКАО воздушных судов по вихреобразованию при взлёте и посадке

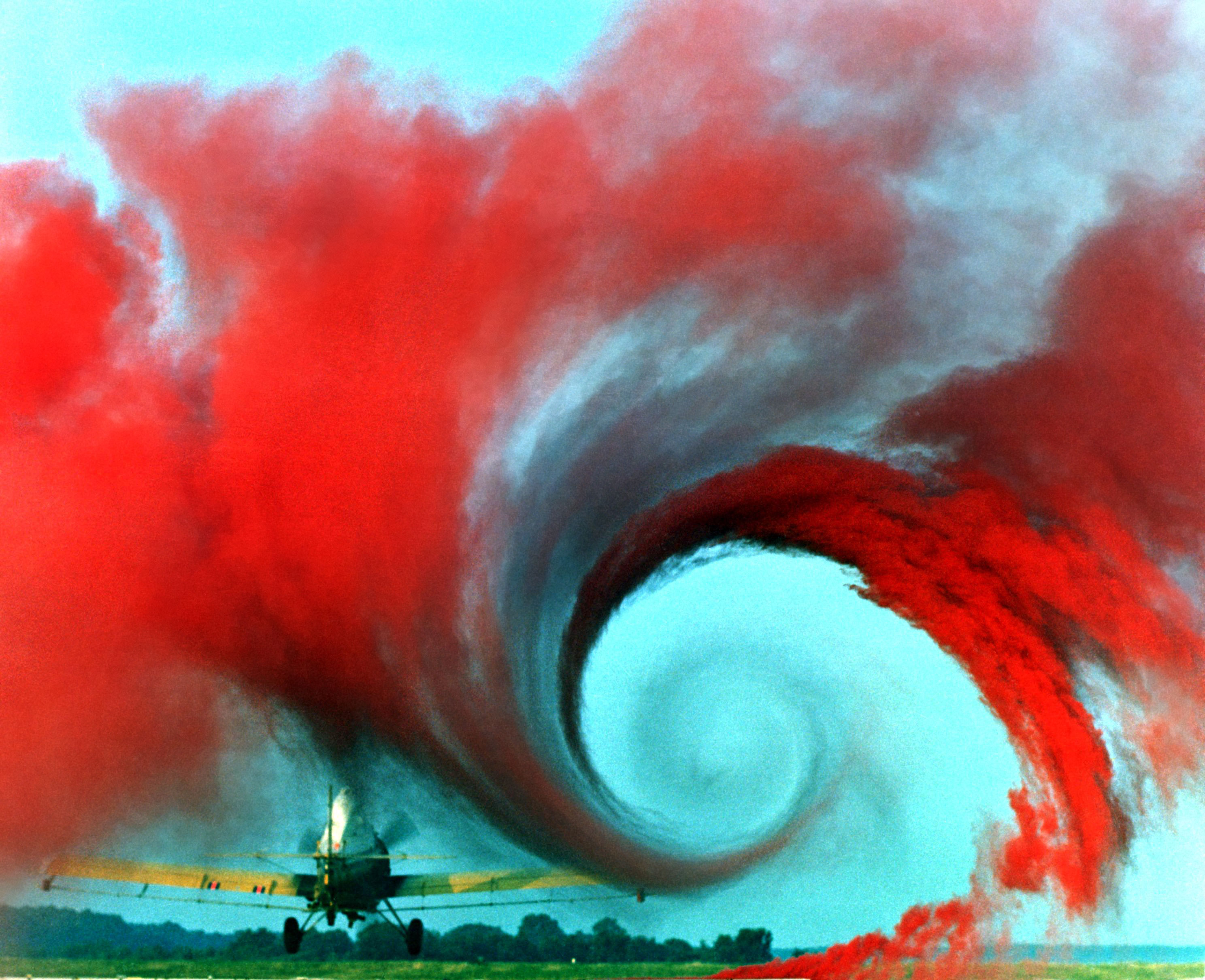
Выполненная NASA визуализация спутных вихрей самолёта

На основе максимальной сертифицированной взлётной массы воздушного судна. ICAO Doc 8643
| H | Тяжёлые (Heavy)  | типы воздушных судов массой 136 000 кг (300 000 фунтов) или более                             |
| M | Средние (Medium) | типы воздушных судов массой менее 136 000 кг (300 000 фунтов) и более 7000 кг (15 000 фунтов) |
| L | Лёгкие (Light)   | типы воздушных судов массой с массой 7000 кг (15 000 фунтов) или менее                        |

Примечание. В случае если варианты типа воздушного судна попадают в разные категории по вихреобразованию, то указываются обе категории (например, L/M или M/H). В таких случаях включение соответствующего одного знака для обозначения категории в раздел 9 типового плана полёта ИКАО выполняет пилот или эксплуатант.

## Категории воздушных судов гражданской авиации в соответствии с правилами ИКАО
Воздушные суда подразделяются на категории в зависимости от классификационной скорости (скорость, в 1,3 раза превышающая скорость сваливания в посадочной конфигурации при максимальной сертифицированной посадочной массе). Категории обозначаются латинскими буквами А, В, С, D:
- А (классификационная скорость менее 169 км/ч) — Ан-2, Ан-28, Л-410, вертолёты.
- В (169—223 км/ч) — Як-40, Як-42, Ан-24, Ан-26, Ан-30, Ан-72, Ан-74, Ил-114.
- С (224—260 км/ч) — Ан-32, Ил-76.
- D (261—306 км/ч) — Ил-18, Ил-62, Ил-86, Ил-96, Ту-134, Ту-154, Ту-204, Ан-12, Ан-124.

## Юридическая классификация воздушных судов
Первая юридическая классификация воздушных судов была представлена в принятых 13 октября 1919 года правилах о регулировании международных воздушных передвижений, известных как Парижская конвенция. В соответствии с этой классификацией все суда делились на три группы:
1. военные воздушные суда;
2. воздушные суда, предназначенные для обслуживания только государственных целей (почтовые, таможенные, полицейские);
3. частные воздушные суда (все остальные, в том числе государственные, не попадающие во вторую категорию).

На смену Парижской конвенции была принята Конвенция о международной гражданской авиации от 7 декабря 1944 года, известная также как Чикагская конвенция. В соответствии с новым документом осталось лишь две группы воздушных судов — государственные и гражданские. Военные воздушные суда получили статус государственных.
В законодательстве Российской Федерации юридическая классификация воздушных судов закреплена в Воздушном кодексе Российской Федерации путём отнесения воздушных судов к определённому виду авиации по признаку государственной регистрации или учёта воздушного соответствующим государственным органом (гражданская авиация, государственная авиация, экспериментальная авиация).

## Национальная принадлежность воздушного судна

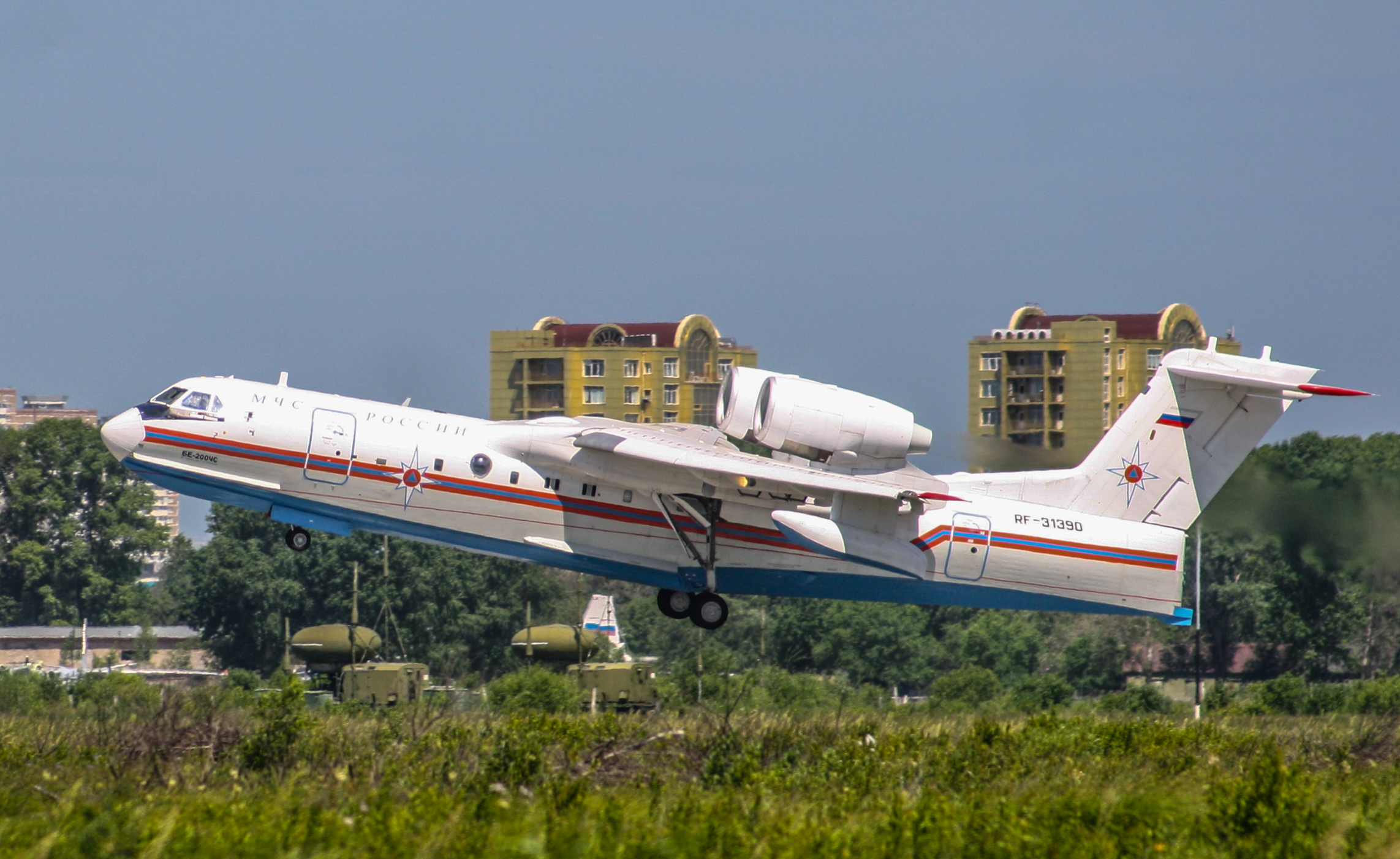
Воздушное судно с национальными знаками государственной авиации

Воздушные суда имеют национальность того государства, в котором они зарегистрированы.
Не может считаться действительной регистрация воздушного судна более чем в одном государстве.
В настоящее время все регистрационные знаки на воздушных судах упорядочены в соответствии с правилами ИКАО.
После регистрации воздушного судна в государственном реестре, на него наносится национальный и регистрационный знак, в местах и по правилам, оговорённым в приложении 7 к конвенции ИКАО.
Порядок нанесения национальных и регистрационных знак на воздушные суда при включении данных о гражданском воздушном судне в Государственный реестр гражданских воздушных судов Российской Федерации определяется Приказом Министерства транспорта РФ от 25 января 2023 г. № 18 “Об утверждении Порядка нанесения государственных, регистрационных и учетных опознавательных знаков гражданских воздушных судов, товарных знаков на гражданские воздушные суда”.
Данный порядок, в частности, привел требование о месте нанесения национальных опознавательных знаков на крыло ВС, зарегистрированных в государственно реестре ГВС РФ, в соответствие с требованием приложении 7 к конвенции ИКАО.
(Ранее действующим нормативным документом порядок нанесения национальных знаков на крыло ВС отличался от порядка, установленного в ИКАО).
Национальный знак выбирается из серии национальных символов, включённых в позывные радиосвязи, которые выделены государству регистрации Международным союзом электросвязи. Государственный знак сообщается в Международную организацию гражданской авиации.
Признаком национальной принадлежности воздушного судна к Российской Федерации являются символы RA в начале бортового номера воздушного судна (для гражданских судов и ведомственных пассажирских) и RF (для летательных аппаратов государственной авиации). Если, например, в начале бортового номера воздушного судна, эксплуатируемого Российской авиакомпанией, находятся символы VP, то это воздушное судно зарегистрировано в государственном реестре Бермудских островов, и ответственность за лётную годность этого воздушного судна лежит на заморской территории Соединённого королевства — Бермудских островах.
На воздушные суда военного назначения наносятся национальные опознавательные знаки на элементы конструкции планера в виде национальных символов и бортовые цифровые номера. В странах НАТО (например, США) также наносится цифро-буквенная маркировка принадлежности к конкретному подразделению и его эмблема, например, аббревиатура «NH» обозначает 11-е авиационное крыло Тихоокеанского флота США, приписанное к авианосцу № 68 «Нимиц», аббревиатура VFA-154 на этом же самолёте означает его принадлежность к 154-й ударной эскадрилье «Чёрные рыцари».
На военные воздушные суда СССР/РФ официальная информация о принадлежности к подразделению не наносится (могут быть нарисованы неофициальные эмблемы — т. н. «бортовая живопись»). Начиная с 2009 года, на хвостовую часть (киль) рисуется регистрационный номер типа RF-ххххх. На спасательные машины на фюзеляж наносится широкая красная продольная полоса(-ы). На ЛА ФСБ (погранслужбы) в хвостовой части рисуется красная продольная линия. На ЛА ВМФ в передней части рисуется андреевский флаг (не всегда).

### Список национальных знаков воздушных судов, сообщённых государствами в ИКАО
1. Сообщенные ИКАО национальные знаки воздушных судов Национальные знаки согласно перечню государств в алфавитном порядке
- Австралия - VH
- Австрия - ОЕ
- Азербайджан - 4К
- Алжир - 7Т
- Ангола - D2
- Антигуа и Барбуда - V2
- Аргентина - LQ, LV
- Армения - ЕК
- Афганистан - YA
- Багамские Острова - С6
- Бангладеш - S2
- Барбадос - 8Р
- Бахрейн - А9С
- Беларусь - EW
- Белиз - V3
- Бельгия - ОО
- Бенин - TY
- Болгария - LZ
- Боливия (Многонациональное Государство) - CP
- Босния и Герцеговина - E7
- Ботсвана - А2
- Бразилия - РР, PR, РS, PТ, PU
- Бруней-Даруссалам - V8
- Буркина-Фасо - ХТ
- Бурунди - 9U
- Бутан - А5
- Вануату - YJ
- Венгрия - НА
- Венесуэла (Боливарианская Республика) - YV
- Вьетнам - XV
- Габон - TR
- Гаити - НН
- Гайана - 8R
- Гамбия - С5
- Гана - 9G, 9GR
- Гватемала - TG
- Гвинея - 3Х
- Гвинея-Бисау - J5
- Германия - D
- Гондурас - HR
- Гренада - J3
- Греция - SX
- Грузия - 4L
- Дания - OY
- Демократическая Республика Конго - 9Q
- Джибути - J2
- Доминика - J7
- Доминиканская Республика - HI
- Египет - SU
- Замбия - 9J
- Зимбабве* - Z
- Израиль - 4X, 4Z
- Индия - VT
- Индонезия - РК
- Иордания - JY
- Ирак - YI
- Иран (Исламская Республика) - ЕР
- Ирландия - EI, EJ
- Исландия - TF
- Испания - ЕС
- Италия - I
- Йемен - 7О
- Кабо-Верде - D4
- Казахстан - UP
- Камбоджа - XU
- Камерун - TJ
- Канада - C, CF
- Катар - А7
- Кения - 5Y
- Кипр - 5В
- Китай (включая ОАР Гонконг и ОАР Макао) - В
- Колумбия - HJ, НК
- Коморские Острова - D6
- Конго - TN
- Корейская Народно-Демократическая Республика* - Р
- Коста-Рика - TI
- Кот-д'Ивуар - ТU
- Куба - CU
- Кувейт - 9К
- Кыргызстан - ЕХ
- Лаосская Народно-Демократическая Республика* - RDPL
- Латвия - YL
- Лесото - 7Р
- Либерия - А8
- Ливан - OD
- Ливия - 5А
- Лихтенштейн - НВ плюс национальная эмблема
- Литва - LY
- Люксембург - LX
- Маврикий - 3В
- Мавритания - 5Т
- Мадагаскар - 5R
- Малави - 7Q
- Малайзия - 9М
- Мали - TZ
- Мальдивы - 8Q
- Мальта - 9Н
- Марокко - CN
- Маршалловы Острова - V7
- Мексика - XA, XB, XC плюс национальная эмблема
- Микронезии (Федеративные Штаты) - V6
- Мозамбик - С9
- Монако - 3А
- Монголия - JU
- Мьянма - XY, XZ
- Намибия - V5
- Науру - С2
- Непал - 9N
- Нигер - 5U
- Нигерия - 5N
- Нидерланды - РН
  - Аруба - Р4
- * Нидерландские Антильские острова - PJ
- Никарагуа - YN
- Новая Зеландия - ZK, ZL, ZM
- Норвегия - LN
- Объединённые Арабские Эмираты - А6
- Объединённая Республика Танзания - 5Н
- Оман - А4О
- Острова Кука - Е5
- Пакистан - АР
- Палау - Т8
- Панама - НР
- Папуа-Новая Гвинея - Р2
- Парагвай - ZP
- Перу - ОВ
- Польша - SP
- Португалия - CR, CS
- Республика Корея - HL
- Республика Молдова - ER
- Российская Федерация - RA
- Руанда - 9XR
- Румыния - YR
- Сальвадор - YS
- Самоа - 5W
- Сан-Марино - T7
- Сан-Томе и Принсипи - S9
- Саудовская Аравия - HZ
- Свазиленд - 3DC
- Северная Македония - Z3
- Сейшельские Острова - S7
- Сенегал - 6V, 6W
- Сент-Винсент и Гренадины - J8
- Сент-Китс и Невис - V4
- Сент-Люсия - J6
- Сербия - YU
- Сингапур - 9V
- Сирийская Арабская Республика - YК
- Словакия - ОM
- Словения - S5
- Соединённое Королевство - G
  - Ангилья - VP-A
  - Бейливик Гернси - 2
  - Бермудские острова - VP-В, VQ-B
  - Виргинские острова - VP-L
  - Гибралтар - VP-G
  - Джерси - ZJ
  - Каймановы острова - VP-C, VQ-C
  - Монтсеррат - VP-M
  - О-в Мэн - М
  - О-в Святой Елены и о-в Вознесения - VQ-H
  - Теркс и Кайкос - VQ-T
  - Фолклендские (Мальвинские) острова - VP-F
- Соединённые Штаты Америки - N
- Соломоновы Острова - Н4
- Сомали - 6О
- Судан - ST
- Суринам - PZ
- Сьерра-Леоне - 9L
- Таджикистан - EY
- Таиланд - НS
- Того - 5V
- Тонга - А3
- Тринидад и Тобаго - 9Y
- Тунис - TS
- Туркменистан - EZ
- Турция - ТС
- Уганда - 5Х
- Узбекистан - UК
- Украина - UR
- Уругвай - СХ
- Фиджи - DQ
- Филиппины* - RP
- Финляндия - ОН
- Франция - F
- Хорватия - 9А
- Центральноафриканская Республика - TL
- Чад - ТТ
- Черногория - 4О
- Чешская Республика - ОК
- Чили - СС
- Швейцария - НВ плюс национальная эмблема
- Швеция - SE
- Шри-Ланка - 4R
- Эквадор - НС
- Экваториальная Гвинея - ЗС
- Эритрея - Е3
- Эстония - ES
- Эфиопия - ЕТ
- Эсватини - 3DC
- Южная Африка - ZS, ZT, ZU
- Южный Судан - Z8
- Ямайка - 6Y
- Япония - JA

2.Договаривающиеся государства, которые не сообщили ИКАО о своих национальных знаках:
- Албания,
- Андорра,
- Кирибати,
- Тимор-Лешти,
- Тувалу.

3. Не являющиеся Договаривающимися государства, которые не сообщили ИКАО о своих национальных знаках:
- Святейший Престол.

Источники информации

### Регистрация радиобуев системы КОСПАС-SARSAT в базе данных
Воздушные суда, участвующие в международных полетах, оборудуются радиобуями системы КОСПАС-SARSAT на основании требований Приложения 6, Часть 1 к Конвенции ИКАО.
Регистрация радиобуев, установленных на подвижных объектах Российской Федерации, производится в регистрационной базе данных Международного координационно-вычислительного центра системы КОСПАС-САРСАТ ФГУП «Морсвязьспутник» МКВЦ КОСПАС-САРСАТ" в соответствии с Положением о регистрации аварийных радиобуев международной спутниковой системы КОСПАС-САРСАТ. 
Требования к функциональной спецификации хранилища информации о местоположении терпящих бедствие воздушных судов (LADR) описаны в Doc 10150. Целью этих требований является облегчение быстрого доступа к информации о последних известных данных положение Воздушного судна.
В случае, если между двумя договаривающимися государствами подписано соглашение по статье 83-bis конвенции ИКАО, о передаче части функций и обязанностей обычно выполняемых государством регистрации, другому договаривающемуся государству, то эти государства согласовывают между собой код какой страны будет внесён в радиобуй, устанавливаемый на воздушное судно и соответственно в базе какого государства он будет зарегистрирован.
В частности, при регистрации воздушных судов российских эксплуатантов в реестре Бермуд, первоначально в радиобуи вносился код Соединённого королевства. В последующем, по согласованию между договаривающимися государствами, код был заменён на код России (273). Код государства в радиобуе может быть изменён программно.
Каждый радиобуй так же имеет регистрационный индивидуальный номер (идентификатор), который так же передаётся им в сигнале бедствия.
Большинство АРБ разработано так, чтобы быть активированными автоматически при физическом ударе, например при катастрофе. Большинство АРБ разработано для автоматического активирования при контакте с водой.

## Лётная годность
В РФ Гражданские воздушные суда, за исключением сверхлёгких пилотируемых гражданских воздушных судов с массой конструкции 115 килограммов и менее, а также беспилотных гражданских воздушных судов с максимальной взлётной массой 30 килограммов и менее, допускаются к эксплуатации при наличии сертификата лётной годности. Сертификат лётной годности выдаётся на основании сертификата типа, аттестата о годности к эксплуатации либо иного акта об утверждении типовой конструкции гражданского воздушного судна, выданного до 1 января 1967 года, или акта оценки воздушного судна на его соответствие требованиям к лётной годности и к охране окружающей среды. Использование гражданского воздушного судна, имеющего сертификат лётной годности, выданный на основании указанного акта оценки, для осуществления коммерческих воздушных перевозок не допускается. см.Воздушный кодекс Российской Федерации, ст.36
Сертификат лётной годности выдаётся уполномоченным органом в области гражданской авиации того государства, в котором зарегистрировано воздушное судно. Исключением из этого правила могут быть случаи, предусмотренные статьёй 83 bis Конвенции о международной гражданской авиации, которая позволяет передавать ответственность за лётную годность воздушного судна иному государству (обычно государству эксплуатанта). Для реализации такого исключения из типовых правил, государство регистрации воздушного судна должно заключить межправительственное соглашение с государством, которому оно передаёт часть своих полномочий и ответственности (в данном случае полномочие по выдаче сертификата лётной годности и ответственность за лётную годность). Порядок заключения такого соглашения регламентируется документами ИКАО. Передача полномочий и ответственности государства регистрации ВС другому государству за лётную годность ВС начинает действовать только с того момента, когда государство регистрации ВС передало и зарегистрировало подписанное межгосударственное соглашение в ИКАО.
Форма сертификата лётной годности, выдаваемого на воздушное судно в РФ, и порядок его оформления устанавливаются федеральными авиационными правилами и административным регламентом, разрабатываемым органом уполномоченным осуществлять выдачу сертификата лётной годности.
3. Допуск к эксплуатации государственных воздушных судов осуществляется в порядке, установленном «Правилами допуска к эксплуатации государственных воздушных судов», Утвержденными Постановлением Правительства Российской Федерации
от 12 сентября 2011 г. № 766.

## Нормативные акты Российской Федерации
Примечание: сведения в данном разделе требуют актуализации (даты актуальных документов устарели, редакции Воздушного Кодекса меняется очень часто, НТЭРАТ ГА-93 можно оставить в списке, как пример того, что долгое время в РФ нормативным актом считался не введённый в действие документ, но как единственный существующий до сих пор документ с разделами о лётной годности ВС — иного не существует, а также как пример того, что в ГА даже многие опытные специалисты не могут разобраться в этой запущенной государством теме).
Последние редакции документов на сайте КонсультантПлюс:
- «Воздушный кодекс Российской Федерации» от 19.03.1997 № 60-ФЗ ((ред. от 04.08.2023)). КонсультантПлюс. Дата обращения: 28 ноября 2023.
- Федеральный закон от 14.03.2009 № 31-ФЗ (ред. от 14.03.2022) «О государственной регистрации прав на воздушные суда и сделок с ними». Кодекс. Дата обращения: 28 ноября 2023.
- Приказ Минтранса РФ от 2 июля 2007 г. № 85 «Об утверждении Правил государственной регистрации гражданских воздушных судов Российской Федерации» (не путать с государственной регистрацией прав и сделок с ВС).
- Не действующий (не прошедший государственную регистрацию) Приказ Минтранса РФ от 20.06.1994 № ДВ-58 (ред. от 30.11.1995) «Об утверждении „Наставления по технической эксплуатации и ремонту авиационной техники в гражданской авиации России. НТЭРАТ ГА-93“ (несмотря на то, что документ не введён в действие и не может использоваться как НПА, ранее в судах он рассматривался как действующий НПА и на основе ссылок на требования его статей ранее принимались судебные решения». КонсультантПлюс. — в рабочие дни текст документа доступен с 16:00 до 20:00 (UTC+0). Дата обращения: 16 марта 2012. Архивировано из оригинала 27 мая 2012 года.
- Приказ Министра обороны РФ № 136, Минтранса РФ № 42, Росавиакосмоса № 51 от 31.03.2002 «Об утверждении Федеральных авиационных правил полётов в воздушном пространстве Российской Федерации» (Зарегистрировано в Минюсте РФ 24.07.2002 № 3615). КонсультантПлюс. Дата обращения: 16 марта 2012. Архивировано из оригинала 27 мая 2012 года.
- Приказ Минтранса РФ от 17.04.2003 № 118 «Об утверждении Федеральных авиационных правил „Положение о порядке допуска к эксплуатации единичных экземпляров воздушных судов авиации общего назначения“» (Зарегистрировано в Минюсте РФ 23.04.2003 № 4441). КонсультантПлюс. Дата обращения: 16 марта 2012. Архивировано из оригинала 27 мая 2012 года.
- Приказ Минтранса РФ от 12.09.2008 № 147 (ред. от 15.06.2011) «Об утверждении Федеральных авиационных правил „Требования к членам экипажа воздушных судов, специалистам по техническому обслуживанию воздушных судов и сотрудникам по обеспечению полётов (полётным диспетчерам) гражданской авиации“» (Зарегистрировано в Минюсте РФ 20.11.2008 № 12701). КонсультантПлюс. Дата обращения: 16 марта 2012. Архивировано из оригинала 27 мая 2012 года.
- Административные регламенты по вопросам ГА (не всегда актуальные) доступны на сайте Росавиации:
- Административный регламент Федерального агентства воздушного транспорта предоставления государственной услуги по государственной регистрации гражданских воздушных судов и ведению Государственного реестра гражданских воздушных судов Российской Федерации https://favt.gov.ru/dejatelnost-gosudarstvennaja-registracija-vozdushnyh-sudov-gosudarstvennyj-reestr-grazhdanskih-vozdushnyh-sudov/?id=418
- О документах, требуемых для государственной регистрации прав на ВС и сделок с ними https://favt.gov.ru/dejatelnost-gosudarstvennaja-registracija-vozdushnyh-sudov-edinyj-gosudarstvennyj-reestr-perechni-dokumentov/
- Все административные регламенты Росавиации https://favt.gov.ru/dokumenty-administrativnye-reglamenty/

Имеющиеся (устаревшие) редакции в Викитеке:
- «Воздушный кодекс Российской Федерации» от 19.03.1997 № 60-ФЗ (ред. от 21.03.2005 № 20-ФЗ).